# Rune Grønn
Rune Grønn (født 21. august 1965), også kendt som Rune Rebellion, er guitarist i det norske band Turbonegro.